# II. Albert monacói herceg

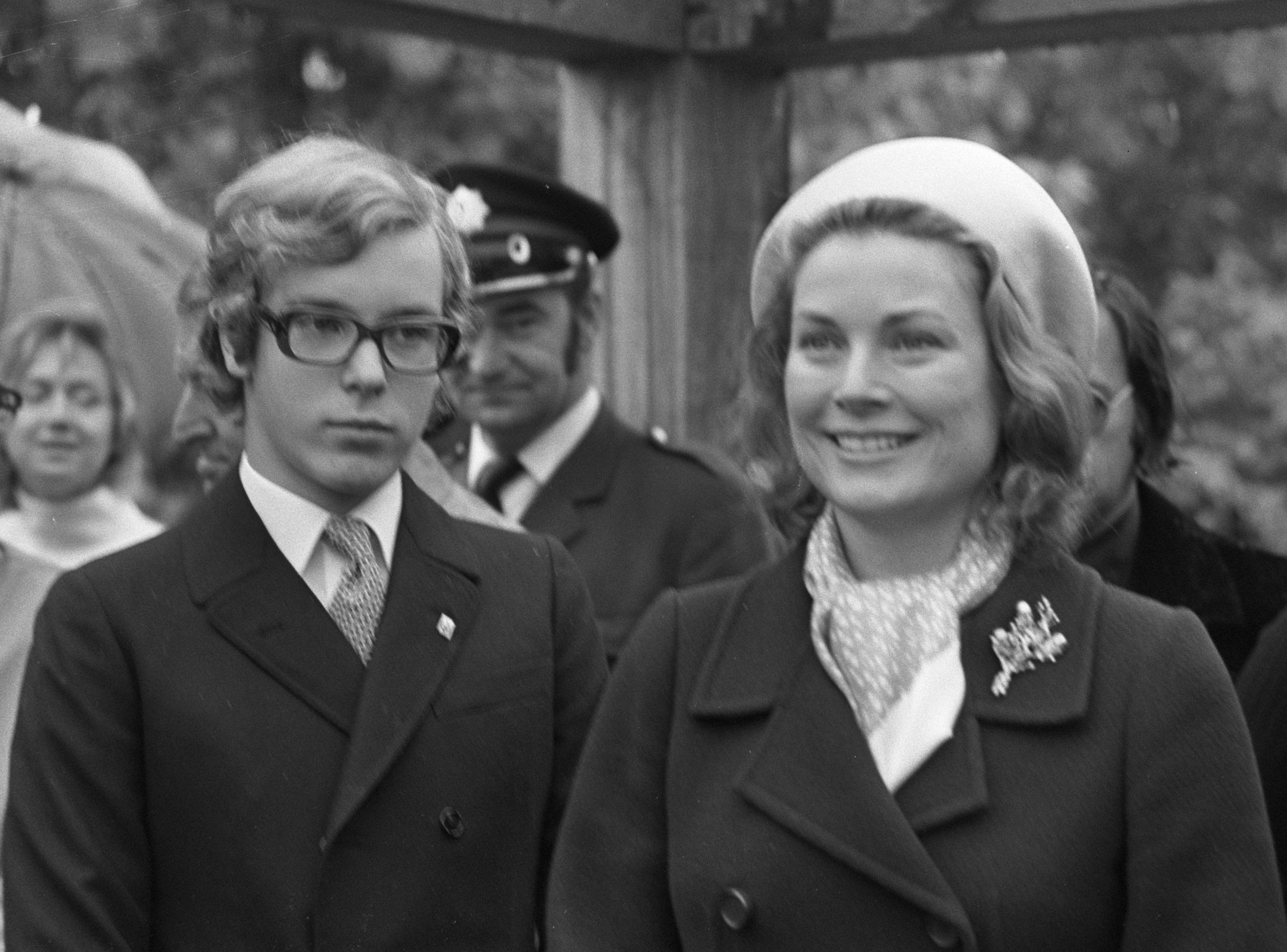
Albert herceg édesanyjával, Grace hercegnővel 1972-ben

II. Albert (Albert Alexandre Louis Pierre Grimaldi) (Monaco, 1958. március 14. –) a Grimaldi-család feje, Monaco uralkodó hercege. III. Rainier monacói herceg és Grace Kelly fia, testvérei Karolina hercegnő, Hannover hercegnéje, valamint Stefánia hercegnő.

## Élete
A monacói hercegi palotában született, Monacóban. Az I. Albert Középiskolába járt, majd kitüntetéssel érettségizett 1976-ban. Azzal töltött egy évet, hogy különféle hercegi kötelességeket gyakorolt, majd 1977-ben beiratkozott az Amherst College-ba, Massachusetts-ben, Albert Grimaldiként. Itt politológiát, közgazdaságtant, zenét, és angol irodalmat tanult.
1979 nyarát azzal töltötte, hogy beutazta Európát és a Közép-Keletet a Amherst Glee Klubbal.
1981-ben diplomázott a bölcsésztudományi karon.
1997. október 17-én Budapesten járt a monacói herceg, és gratulált Habsburg György főhercegnek és Eilike von Oldenburg hercegnőnek a Vajdahunyad várban rendezett menyasszonyi estélyükön, amelyet a főhercegi pár gödöllői polgári esküvője után rendeztek.
2002. április 9-én részt vett Erzsébet brit anyakirályné gyászszertartásán a londoni Westminster apátságban.

## Magánélet és kapcsolatok
2005 októberében a német Bunte magazin arról számolt be, hogy Albert herceg a sógornőjével, Telma Ortiz Rocasolanóval, asztúria hercegnőjével randevúzik. 2005 novemberében, a herceg utasította ügyvédjét, Thierry Lacoste-ot, hogy kezdeményezzen bírósági eljárást a francia France Dimanche újság ellen, mert joga van a magánélete védelméhez, az újság pedig hamis információkat és történeteket ír róla.
2010. június 23-án jelentették be, hogy Albert herceg eljegyezte Charlene Wittstock dél-afrikai úszónőt. Már 2006. február 10-én együtt látták őket a torinói olimpia megnyitóján, amikor a herceg elkísérte Wittstockot. Legközelebb a Formula-1 monacói nagydíjon látták őket együtt. A herceg és Wittstock részt vett a pekingi olimpia megnyitó ünnepségén 2008-ban, a "Bal de la Rose" és a Princess Grace Awards gálán 2009-ben, valamint a vancouveri olimpia megnyitó ünnepségén. Négy nappal a saját eljegyzésük bejelentése előtt párként jelentek meg Stockholmban Viktória svéd trónörökös és Daniel Westling esküvőjén. Szintén együtt jelentek meg 2011. április 29-én Vilmos herceg és Kate Middleton esküvőjén. 
Polgári esküvőjüket 2011. július 1-jén tartották, majd másnap július 2-án az egyházi szertartásra került sor. A házassági fogadást Dél-Afrikában tartották meg július 5-én.

## Kormányzóság
2005. március 7-én Albert apját, III. Rainier monacói herceget kórházba szállították, majd később áthelyezték az intenzív osztályra. A herceget légzési elégtelenséggel, vese-, és szívproblémákkal kezelték.
2005. március 31-én a monacói palota bejelentette, hogy Albert örökös átvenné apja kötelességeit, mert Rainier tovább már nem képes az uralkodásra.
A 47 éves herceg az első napjait töltötte mint Monaco kormányzója (régense), miközben 81 éves, kritikusan beteg apja, Európa második leghosszabb ideig élő uralkodója (56 év uralkodás után) 2005. április 6-án elhunyt.
Albert 2005. július 12-én lett hivatalosan monacói herceg, a világ egyik legkisebb államának új uralkodója. A trónra lépésének egész napos ünnepségét megnyitó misét Bernard Barsi monacói érsek celebrálta.
Édesapját, III. Rainier-t 56 évi uralkodás után április 15-én temették el a katedrálisban
XVI. Benedek pápa II. Albertet 2009. október 16-án a Vatikánban egy magánkihallgatáson fogadta.

## Házassága, gyermekei

### Családja
2010. június 23-án jegyezte el a nála 20 évvel fiatalabb Charlène Wittstockot. Esküvőjükre 2011. július 1-én (polgári) és 2-án (egyházi) került sor.
Gyermekeik:
- Gabriella (Thérese Marie) hercegnő (Monaco, 2014. december 10.)
- Jakab (Jacques Honoré Rainier) herceg (Monaco, 2014. december 10.)

Bár Gabriella korábban született, a trónöröklési törvény szerint Albertet Jakab fogja követni a trónon.

### Jazmin Grace Grimaldi
1992-ben, egy kaliforniai nő, Tamara Rotolo, apasági kérvényt nyújtott be a herceg ellen, mert azt állította, hogy ő az apja lányának, akit Jazmin Grace Grimaldinak hívnak. Albert herceget a gyermek kaliforniai Riverside megyei születési anyakönyvi kivonaton is az apjaként jelölik meg, és a törvényes vezetékneve is Grimaldi. Ennek ellenére az ügyet, amely 1993-ban a bíróság elé került, Graham Anderson Cribbs legfelsőbb bíró elutasította, aki kijelentette, hogy „túl kevés kapcsolat van Albert és Kalifornia állam között ahhoz, hogy igazolni lehessen a tárgyalást”. A herceg ügyvédje, Stanley Arkin egyetértett azzal, hogy nem Kalifornia bíróságának a hatáskörébe tartozik az ügy.

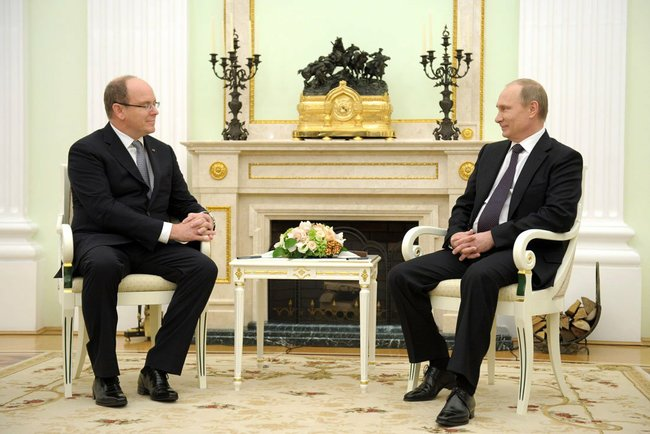
II. Albert monacói herceg és Vlagyimir Putyin a Kremlben (2013)

Bírósági dokumentumokban és törvényes vallomásokban Albert herceg elismerte, hogy találkozott párszor Tamara Rotolóval, 1991-ben Monacóban. (A gyermek 1992. március 4-én, hozzávetőleg kilenc hónappal később született.)
2006. május 31-én DNS tesztek megerősítették, hogy Albert herceg az apa – ismerte be a herceg egy, az ügyvédjén keresztül kiadott nyilatkozatban. Ezután a lányt meghívta Monacóba, hogy tanuljon és éljen ott. A Le Figaro szerint Jazmin Grace Grimaldi „érett, édes és értelmes”, és a San Juan Capistrano-i Junipero Serra Katolikus Középiskola kitüntetett tanulója.[forrás?]

### Alexandre Coste
2005 májusában, Nicole Coste – egy korábbi Air France légiutas-kísérő Togóból – azt állította, hogy legkisebb fiának, Alexandre Éric Stéphane Coste-nak Albert herceg az apja, amit olyan DNS tesztek bizonyítottak, melyeket a monacói kormánytól érkező utasításokon dolgozó svájci technikusok csináltak. Továbbá azt állította, hogy a herceg aláírt egy hitelesített okmányt arról, hogy ő az apa, de nem adott neki erről másolatot.

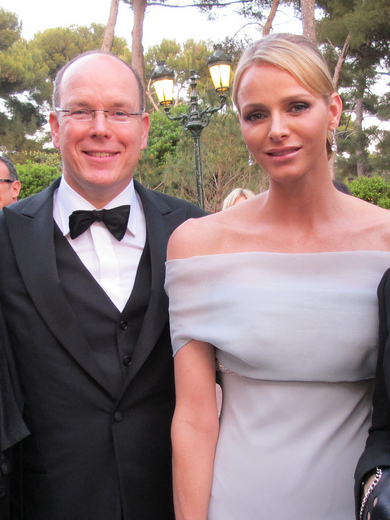
A monacói hercegi pár (2011)

Egy francia hetilap, a Paris Match kiadott egy tízoldalas interjút Nicole-lal, amelyben a herceg több fotón a gyermeket tartja és eteti. Coste azt is elmondta a Paris Match-nek, hogy a herceg párizsi lakásában élt, és járadékot kapott tőle, amíg úgy tett, mintha a barátai közül az egyiknek a barátnője volna. Azt állította, hogy a herceg utoljára 2005 februárjában látta a fiút. Albert herceg szóvivőjének nem volt megjegyzése, bár a Coste igényeiről szóló híreknél a herceg ügyvédje, Thierry Lacoste bejelentette, hogy egy bírósági stratégia a következő néhány napon belül határozott lesz.
2005. július 6-án – néhány nappal azelőtt, hogy július 12-én trónra lépett volna – Albert hivatalosan is megerősítette az ügyvédjén, Thierry Lacoste-on keresztül, hogy Nicole 22 hónapos fiának ő az apja.

## Albert herceg és Magyarország
Albert herceg, a Nemzetközi Olimpiai Bizottság (NOB) tagja többször járt Budapesten.
A Monacóban székelő Nemzetközi Öttusa Szövetség (UIPM) tiszteletbeli elnökeként részt vett a Budapesten megrendezett öttusa világbajnokságokon, így az 1999-es, a 2008-as és a 2019-es budapesti világbajnokságokon.

### Fordítás
- Ez a szócikk részben vagy egészben az Albert II, Prince of Monaco című angol Wikipédia-szócikk fordításán alapul.  Az eredeti cikk szerkesztőit annak laptörténete sorolja fel. Ez a jelzés csupán a megfogalmazás eredetét és a szerzői jogokat jelzi, nem szolgál a cikkben szereplő információk forrásmegjelöléseként.